# Oravská Polhora
Oravská Polhora (bis 1948 slowakisch „Polhora“; ungarisch Polhora – 1882–1888 Árvapolhora, polnisch und goralisch Orawska Półgóra/Półhora) ist eine Gemeinde in der Nordslowakei. Sie ist die nördlichste Gemeinde des Landes, liegt im Gebiet der Oravské Beskydy etwa 22 km von Námestovo und 5 km vom Grenzübergang nach Polen entfernt.

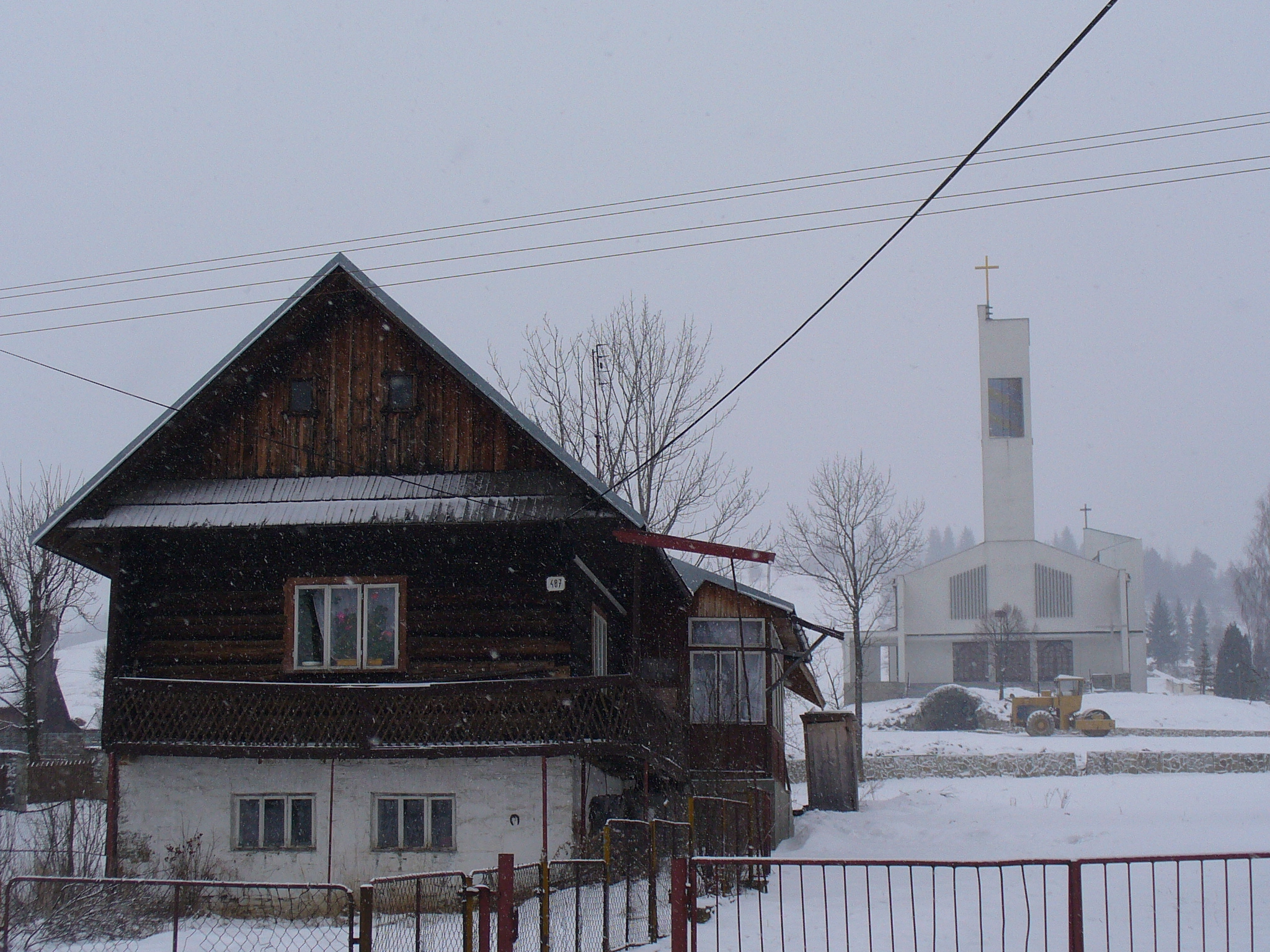
Oravská Polhora

Der Ort wurde 1550 zum ersten Mal schriftlich als Polgora erwähnt. Der Name Polhora soll sich von der Lage des Gemeindegebietes, das zur Hälfte vom Bergmassiv des Babia hora bestimmt wird, ableiten.
Die meisten der Einwohner sprechen einen goralischen Dialekt.

## Bevölkerung
| Jahr                | 1994 | 2004    | 2014    | 2024    |
| ------------------- | ---- | ------- | ------- | ------- |
| Anzahl der Personen | 3305 | 3623    | 3874    | 4025    |
| Unterschied         |      | +9,62 % | +6,92 % | +3,89 % |

| Jahr                | 2023 | 2024    |
| ------------------- | ---- | ------- |
| Anzahl der Personen | 4014 | 4025    |
| Unterschied         |      | +0,27 % |